# دوران دوم وحشت سفید

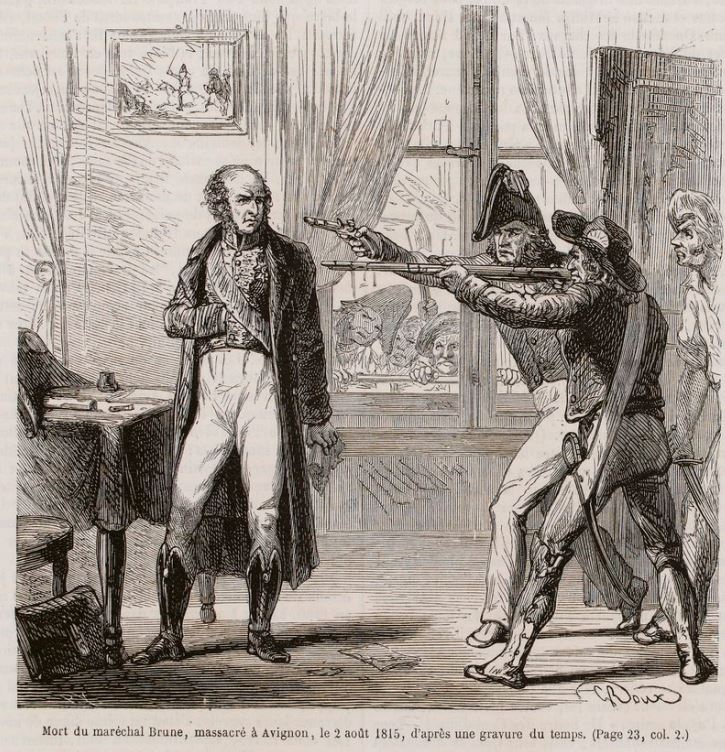
قتل گیوم برون، مارشال امپراتوری، توسط یک گروه سلطنت طلب در آوینیون در ۲ اوت ۱۸۱۵، حکاکی شده c. ۱۸۶۵

دومین دوران وحشت سفید ( فرانسوی: Deuxième Terreur Blanche‎) در سالهای ۱۸۱۵-۱۸۱۶ پس از شکست ناپلئون در نبرد واترلو (۱۸ ژوئن ۱۸۱۵) و به تخت نشستن لویی هجدهم به عنوان پادشاه فرانسه پس از جنگ صدروزه در فرانسه رخ داد. مظنونان هوادار انقلاب فرانسه ازجمله ژاکوبن‌های سابق، جمهوری‌خواهان، بناپارتیست‌ها و تا حدودی پروتستان‌ها مورد آزار و اذیت قرار گرفتند. چند صد نفر توسط اوباش خشمگین کشته یا پس از یک محاکمه کوتاه در یک محاکمه صحرایی اعدام شدند.
مورخ جان بی ولف استدلال می‌کند که سلطنت‌طلبان افراطی - که بسیاری از آنها به تازگی از تبعید بازگشته بودند - موجی ضد انقلابی را علیه انقلاب فرانسه و علیه انقلاب ناپلئون به راه انداختند.
در سرتاسر فرانسه جنوبی - در پروونس، آوینیون، لانگودوک، و بسیاری از نقاط دیگر- وحشت سفید با خشونتی بی‌امان موج می‌زد. سلطنت طلبان در تمایل فرانسوی ها به ترک پادشاه، دلیل تازه ای بر این نظریه خود یافتند که ملت با خائنان مانند لانه زنبوری شده است، سلطنت طلبان از هر وسیله ای برای یافتن و نابودی دشمنان خود استفاده کردند. دولت یا ناتوان بود یا تمایلی به مداخله نداشت.
این دوره از پس دوران وحشت اول که در واکنش ترمیدوری در سال‌های ۱۷۹۴ تا ۱۷۹۵ رخ داد، نامگذاری شده است، زمانی که افرادی که با حکومت وحشت روبسپیر مرتبط بودند (از طریق تمایز، همچنین به عنوان "ترور سرخ" شناخته می‌شود) مورد آزار و اذیت قرار گرفته و کشته شد.

## انتقام جویان بوربن

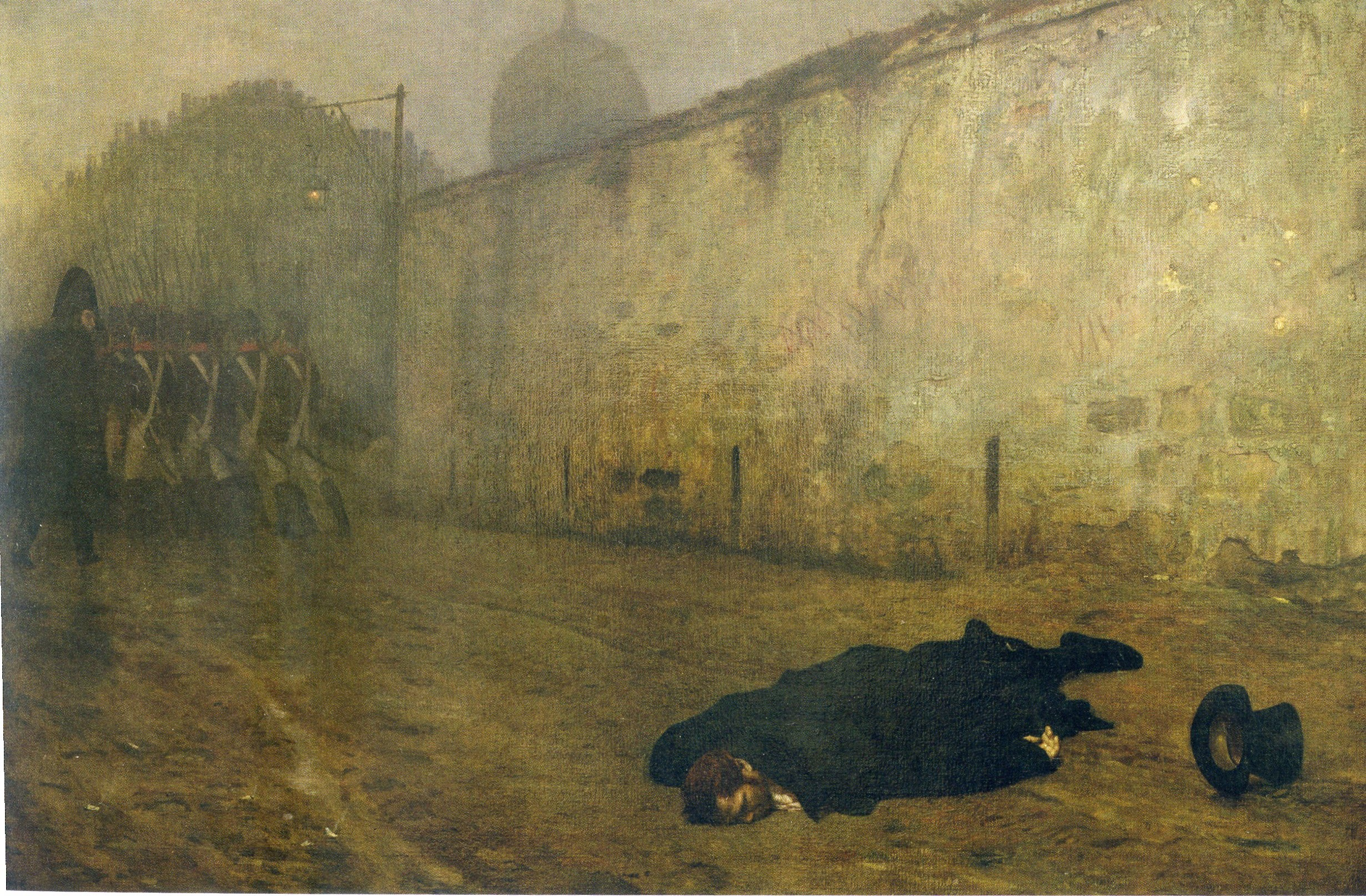
اعدام مارشال نی، نقاشی ۱۸۶۸ اثر ژان لئون ژروم

پس از صد روز، از بازگشت کوتاه ناپلئون به قدرت در سال ۱۸۱۵، دومین ترور سفید عمدتاً بر پاک‌سازی یک دولت غیرنظامی متمرکز شد که تقریباً به طور کامل علیه سلطنت بوربون مخالفت کرده بود. حدود ۷۰.۰۰۰ مقام از سمت های خود برکنار شدند. بقایای ارتش ناپلئون پس از نبرد واترلو منحل شد و افسران ارشد آن از سمت نظامی‌شان برکنار شدند. مارشال نی به جرم خیانت اعدام شد، مارشال برونه توسط یک گروه سلطنت طلب در آوینیون به قتل رسید و ژنرال ژان پیر رامل در تولوز ترور شد. تقریباً ۶۰۰۰ نفر که به نفع ناپلئون تجمع کرده بودند به محاکمه کشیده شدند. حدود ۳۰۰ قتل بی‌محاکمه توسط اوباش در جنوب فرانسه صورت گرفت، به ویژه در مارسی، جایی که حداقل هجده نفر از ماملوک های او در پادگان های خود قتل عام شدند.

## مجلس دست نیافتنی
این اقدامات باعث ترس در مردم شد و رای دهندگان لیبرال و میانه رو (۴۸.۰۰۰ نفر از ۷۲.۰۰۰ رای دهنده واجد شرایط حق رای دادن) را متقاعد کرد که در انتخابات اوت ۱۸۱۵ به سلطنت طلبان افراطی رای دهند. به گفته وینکلر پرینس (۲۰۰۲)، پیروزی انتخاباتی سلطنت طلبان "قانونی بودن ترور را فراهم کرد". از ۴۰۲ عضو، اولین اتاق نمایندگان مرمت متشکل از ۳۵۰ سلطنت طلب بود. بنابراین خود پادشاه آن را شامبرغ اینتروابل (Chambre introuvable "اتاق دست نیافتنی") نامید، زیرا به قول لویی هجدهم، مجلس "رویالیست تر از پادشاه" ( پلوس رویالیست کو له روی (plus royalistes que le roi)) بود. در همین حال، مجلس علیا، اتاق همتایان، که اعضای آن توسط پادشاه منصوب می شدند و به رضایت او خدمت می کردند، مارشال نی و کنت دولا بدویر را به اتهام خیانت به اعدام محکوم کرد، در حالی که ۲۵۰ نفر به زندان محکوم شدند و برخی دیگر تبعید شدند. از جمله جوزف فوشه، لازار کارنو و کامباکرس. بازمانده‌های «رژیک‌کش» که به اعدام لویی شانزدهم در سال ۱۷۹۲ رأی داده بودند، تبعید شدند. ترور سفید در حوزه سیاسی زمانی پایان یافت که لویی هجدهم در سال ۱۸۱۶ از ترس وقوع انقلابی جدید مجلس نفوذ ناپذیر را منحل کرد و به افراط و تفریط های سلطنت طلبان پایان داد.

## همچنین ببینید
- وحشت سرخ
- اولین دوران وحشت سفید